# Перри, Антуанетта (лейтенант-губернатор)
Антуанетта Перри (англ. Antoinette Perry; род. 1953, Tignish) — канадский государственный и политический деятель. С 2017 года является лейтенант-губернатором Острова Принца Эдуарда.

## Биография
Является акадийкой. Работала школьной учительницей в течение 32 лет после получения степени бакалавра в области музыкального образования в Монктонском университете в 1976 году, а также работала органистом в церкви Св. Саймона и Св. Иуды в Тигнише. Никогда не была замужем и является первой незамужней женщиной на должности лейтенант-губернатора Острова Принца Эдуарда.
14 сентября 2017 года была назначена генерал-губернатором Дэвидом Джонстоном по предложению премьер-министра Джастина Трюдо и была приведена к присяге 20 октября 2017 года, сменив на должности Фрэнка Льюиса. Церемония приведения к присяге состоялась в Тигнише, что стало первым случаем, когда лейтенант-губернатор Острова Принца Эдуарда был приведен к присяге за пределами административного центра провинции, Шарлоттауна.